# Lichtenfels (Bawaria)
Lichtenfels – miasto powiatowe w Niemczech, w kraju związkowym Bawaria, w rejencji Górna Frankonia, w regionie Oberfranken-West, siedziba powiatu Lichtenfels. Leży ok. 80 km na północ od Norymbergi i około 165 km na wschód od Frankfurtu nad Menem, przy drodze B173, B289 i linii kolejowej Bamberg – Hof/Coburg.
W mieście znajduje się stacja kolejowa Lichtenfels.

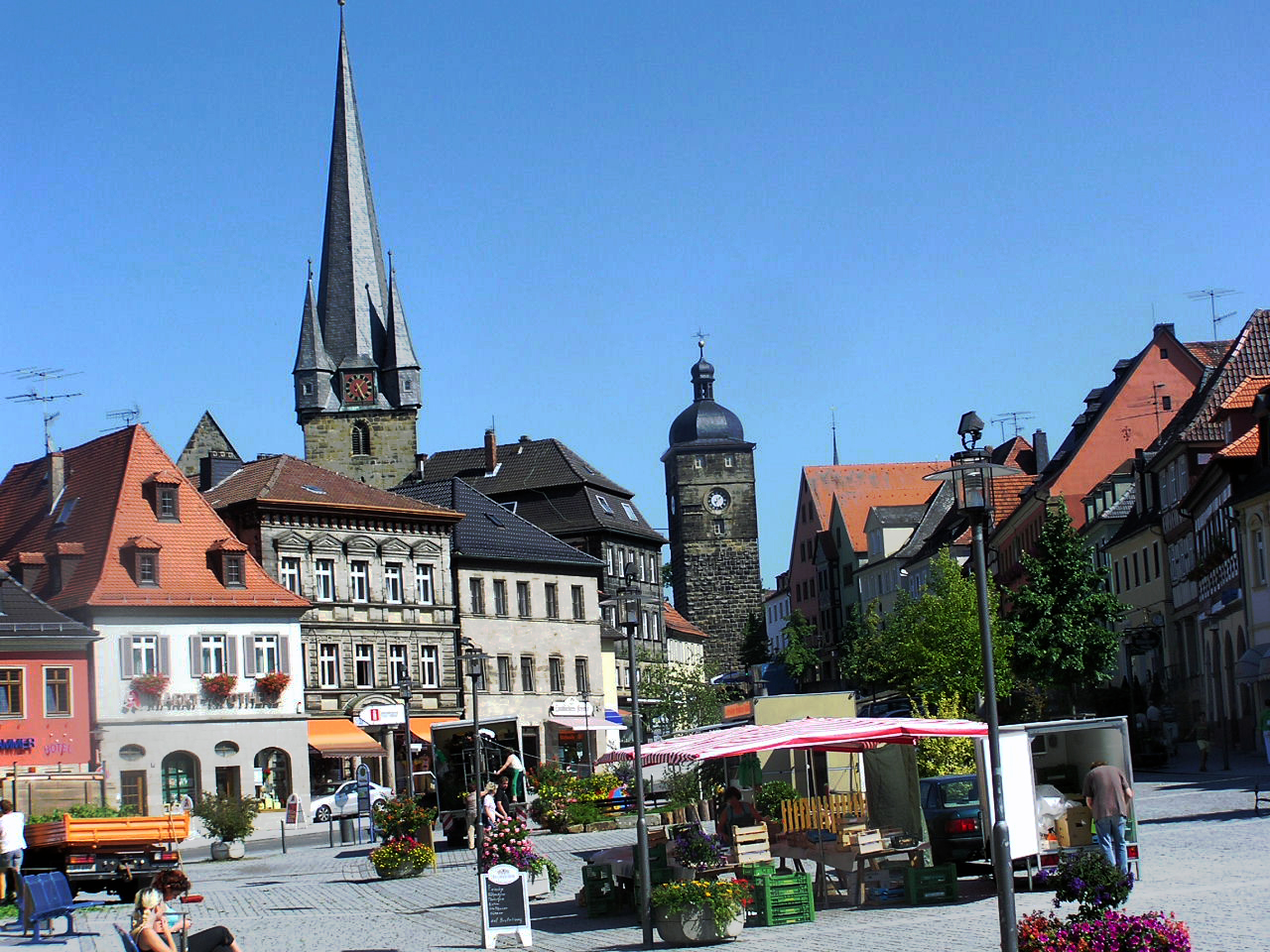
Rynek

## Dzielnice
W skład miasta wchodzą następujące dzielnice: Oberwallenstadt, Unterwallenstadt, Krappenroth, Degendorf, Mistelfeld, Klosterlangheim, Kösten, Stetten, Weingarten, Seubelsdorf, Buch am Forst, Mönchkröttendorf, Isling, Köttel, Eichig, Lahm, Oberlangheim, Roth, Rothmannsthal, Trieb, Schney, Hammer, Seehof i Reundorf.

## Współpraca
Miejscowości partnerskie:
- Włochy: Ariccia
- Nadrenia-Palatynat: Bad Bergzabern
- Francja: Cournon-d’Auvergne
- Wielka Brytania: Prestwick
- Berlin: Reinickendorf
- Stany Zjednoczone: Vandalia

## Zabytki i atrakcje
- Kościół parafialny pw. Wniebowstąpienia NMP (Mariä Himmelfahrt)
- Kościół ewangelicki pw. Marcina Lutra (Martin Luther)
- Kaplica św. Jakuba (St. Jakob)
- kościół przyszpitalny
- zamek miejski z 1555–56
- Brama Kronacherska
- Brama Bamburska
- Czerwona Wieża
- mury miejskie
- była leśniczówka (obecnie księgarnia)
- Kastenhof
- barokowy ratusz, wybudowany w latach 1742-43
- stacja kolejowa
- Muzeum miejskie (Stadtmuseum)
- punkt widokowy na Herberg
- wieża ciśnień
- zamek Schney

## Ludzie urodzeni w Lichtenfelsie
- Thomas Dehler, polityk
- Heinrich Faber, kompozytor
- Stefan Kießling, piłkarz
- Friedrich Myconius, reformator